# Koyukuk (plaats)
Koyukuk is een plaats (city) in de Amerikaanse staat Alaska, en valt bestuurlijk gezien onder Yukon-Koyukuk Census Area. De plaats is genoemd naar het volk van de Koyukon. Dichtbij komt de rivier de Koyukuk uit in de Yukon. In de omgeving bevindt zich een grote riviervlakte, deze wordt beschermd als het Koyukuk National Wildlife Refuge.

## Demografie
Bij de volkstelling in 2000 werd het aantal inwoners vastgesteld op 101. In 2006 is het aantal inwoners door het United States Census Bureau geschat op 91, een daling van 10 (-9.9%).

## Geografie
Volgens het United States Census Bureau beslaat de plaats een oppervlakte van
16,3 km², waarvan 16,2 km² land en 0,1 km² water.

## Plaatsen in de nabije omgeving
De onderstaande figuur toont nabijgelegen plaatsen in een straal van 104 km rond Koyukuk.